# Chiampo
Chiampo är en ort och kommun i provinsen Vicenza i regionen Veneto i Italien. Kommunen hade 12 817 invånare (2018).